# Municipio Juan Germán Roscio
El municipio Juan Germán Roscio Nieves es uno de los 15 municipios del estado Guárico. Ocupa una superficie de 1497 km² (2,3 % del territorio del estado) y está ubicado al noroeste del estado. San Juan de los Morros es la capital del municipio y también capital del estado Guárico. Tiene una población de 157 329 habitantes según para el 2023 del Instituto Nacional de Estadística (INE), convirtiéndose en el segundo municipio más poblado del estado y el primero por densidad de población. La temperatura promedio anual es de aproximadamente 24,4 °C.

## Límites
- Al norte: con los estados Carabobo y Aragua.
- Al sur: con los municipios Ortiz y Julián Mellado del estado Guárico.
- Al este: con el estado Aragua y el municipio Mellado del estado Guárico.
- Al oeste: con el municipio Ortiz del estado Guárico.

## Parroquias
Este municipio está dividido en 3 parroquias, las cuales son:
| Parroquia  | Superficie | Población    | Densidad     |
| ---------- | ---------- | ------------ | ------------ |
| San Juan   | 593,55 km² | 143 779 hab. | 202 hab./km² |
| Parapara   | 672 km²    | 8231 hab.    | 6 hab./km²   |
| Cantagallo | 231,67 km² | 5319 hab.    | 10 hab./km²  |

- Cantagallo: en esta parroquia se encuentra un poblado rural de nombre homónimo.
- San Juan de los Morros: en esta parroquia se encuentra la ciudad de San Juan de los Morros, que es capital del municipio y a su vez capital del estado bolivariano de Guárico.
- Parapara: en esta parroquia se encuentra un poblado rural de nombre homónimo.

## Política y gobierno

### Alcaldes
| Período     | Alcalde                         | Partido Político    | % de votos | Notas |
| ----------- | ------------------------------- | ------------------- | ---------- | --- |
| 1989 - 1992 | Rafael Jiménez Armas            | AD                  | 44,83      | Primer alcalde bajo elecciones directas |
| 1992 - 1995 | Argenis Ranuarez Angarita       | COPEI               | 50,16      | Segundo alcalde bajo elecciones directas |
| 1995 - 2000 | Julio Torrealba                 | AD                  | -          | Tercer alcalde bajo elecciones diretas (se realizaron elecciones generales adelantadas en el 2000 debido a la aprobación de la Constitución de 1999) |
| 2000 - 2004 | Virgilio Giunta                 | PPT                 | 38,90      | Cuarto alcalde bajo elecciones directas |
| 2004 - 2008 | Alberto Spartalián              | MVR                 | 36,57      | Quinto alcalde bajo elecciones directas |
| 2008 - 2013 | Franco Antonio Gerratana        | PODEMOS             | 45,78      | Sexto alcalde bajo elecciones directas (se postergan 1 año las elecciones municipales pautadas para finales del 2012)                                |
| 2013 - 2017 | Gustavo Antonio Méndez          | PSUV                | 49,88      | Séptimo alcalde bajo elecciones directas |
| 2017 - 2021 | Mayerling Colmenares De Díaz    | PSUV                | 64,24      | Octava alcaldesa bajo elecciones directas |
| 2021 - 2025 | Sulme Lorena Ávila de Gerratana | Alianza Democratica | 42,02      | Novena alcaldesa bajo elecciones directas |
| 2025- 2029  | Katherine Helen Guanipa Miranda | PSUV                | 80,16      | Décima alcaldesa bajo elecciones directas. |

### Concejo municipal
Período 1989 - 1992
| Concejales:                | Partido político / Alianza |
| -------------------------- | -------------------------- |
| Hipolito Celis             | AD                         |
| Elsa de Espinoza           | AD                         |
| Elvia de Nieves            | AD                         |
| Juan Fleitas               | AD                         |
| Beatriz Holder de Martínez | AD                         |
| Fran Mujica Leal           | COPEI                      |
| Jorge Yega Mejía           | COPEI                      |
| Antonio Fajardo            | COPEI                      |
| Francisco Torrealba        | MAS                        |

Período 1992 - 1995
| Concejales:       | Partido político / Alianza |
| ----------------- | -------------------------- |
| Oscar Márquez     | COPEI                      |
| Vicente Mireles   | COPEI                      |
| Luis Ortega       | COPEI                      |
| Marcelo Belisario | COPEI                      |
| Asdrubal García   | COPEI                      |
| Enrique Rangel    | COPEI                      |
| Andres Ortiz      | AD                         |
| Froilan Fernández | AD                         |
| Luis Yoris        | AD                         |

Período 1995 - 2000
| Concejales:         | Partido político / Alianza |
| ------------------- | -------------------------- |
| Froilán Hernandez   | AD                         |
| Luis Yoris          | AD                         |
| Jesus González      | AD                         |
| Gustavo Blanco      | AD                         |
| Carlos Alnagas      | AD                         |
| Douglas González    | AD                         |
| Vicente Mireles     | COPEI                      |
| Francia de Castillo | COPEI                      |
| José Milano Tovar   | CONVERGENCIA               |

Período 2000 - 2005
| Concejales:      | Partido político / Alianza |
| ---------------- | -------------------------- |
| Gilberto Guevara | MVR                        |
| Carlos Ruiz      | MVR                        |
| Marcela Balza    | MEP                        |
| Carlos Hernández | PPT                        |
| Iris Álvarez     | BR                         |
| Douglas González | AD                         |
| Rafael Funez     | ALIANZA                    |

Período 2005 - 2013
| Concejales:       | Partido político / Alianza |
| ----------------- | -------------------------- |
| Ana María Mendoza | MVR                        |
| Nilda Flores      | MVR                        |
| Lesly Rondón      | MVR                        |
| Adinson García    | MVR                        |
| Trina Medina      | MVR                        |
| Beatriz Martinez  | MVR                        |
| Leonardo Nieves   | PPT                        |
| Carlos Hernández  | PPT                        |
| Yon Jairo La Rosa | PPT                        |

Período 2013 - 2018:
| Concejales:          | Partido político / Alianza |
| -------------------- | -------------------------- |
| Deibi Suárez         | PSUV                       |
| Rafael Pacheco       | PSUV                       |
| Clodomiro Ruiz       | PSUV                       |
| Narky Carrillo       | PSUV                       |
| Mary Luz Pérez       | PODEMOS                    |
| Francisco Saldeño    | MEP                        |
| Bernardo García      | PCV                        |
| Yosmar Diaz          | PPT                        |
| José Gregorio Altuve | MUD                        |

Periodo 2018 - 2021
| Concejales:       | Partido político / Alianza |
| ----------------- | -------------------------- |
| Deibi Suárez      | PSUV                       |
| Rafael Pacheco    | PSUV                       |
| José Hernández    | PSUV                       |
| Modesta Ramos     | PSUV                       |
| Naybet Martínez   | PSUV                       |
| Mónica Bortolini  | PSUV                       |
| Rosa Romero       | PSUV                       |
| Katherine Guanipa | PSUV                       |
| Engels Montilla   | PODEMOS                    |

Periodo 2021 - 2025
| Concejales:     | Partido político / Alianza |
| --------------- | -------------------------- |
| José Hernández  | PSUV                       |
| Yaskara Álvarez | PSUV                       |
| Marbelis Pulido | PSUV                       |
| Wilmer Velásco  | PSUV                       |
| José Centeno    | PSUV                       |
| Francy Rojas    | PSUV                       |
| Lucas Fonseca   | PPT                        |
| Rosa Rojas      | EL CAMBIO                  |
| Rafael Funes    | AD                         |